# Macchi M.41
El Macchi M.41 era un caza hidrocanoa diseñado originalmente en 1927 y producido por la factoría Macchi. Su modelo de producción, el M.41bis, realizó su primer vuelo en 1929 y estuvo en servicio en primera línea desde 1930 a 1938.

## Diseño y desarrollo
M.41
En 1927 la Regia Marina (Marina Real Italiana) convocó un concurso para reemplazar al caza hidrocanoa Macchi M.7ter. En respuesta, Macchi diseñó el M.41, basado en su diseño del Macchi M.26, de 1924. El M.41 era un biplano hidrocanoa de madera y monoplaza, armado con dos ametralladoras fijas de 7,70 mm que iban montadas en el morro. La cubierta del fuselaje estaba compuesta por madera contrachapada y tela, y sus alas eran de igual envergadura. Su motor, un Fiat A.20 de 420 CV (313 kW) y de propulsión por empuje, iba montado sobre puntales por encima del fuselaje y por debajo del ala superior, siendo equipado con un radiador frontal. Al igual que el M.26, el M.41 tenía un diseño aerodinámico muy limpio para un avión de su tipo.
En el concurso de 1927 el prototipo del M.41 compitió contra un SIAI S.58bis. Macchi no recibió ningún encargo para producir el M.41 y sólo construyó un único prototipo. Aunque hubo planes para que SIAI produjera 97 aparatos S.58bis, estos quedaron en nada cuando la Regia Marina decidió remotorizar los M.7ter y así ahorrar fondos presupuestarios, por lo que se decidió no reemplazar ningún aparato en 1927.
M.41 "bis"
En 1929 la Regia Marina volvió a organizar un concurso para la sustitución del M.7 ter. Macchi produjo una nueva versión del M.41, la denominada M.41 bis, que difería ligeramente del M.41 en que el modelo bis empleaba un radiador vertical. Durante las pruebas tuvo un mejor rendimiento que el SIAI S.58ter, por lo que esta vez Macchi logró obtener el contrato para producir 41 aparatos del tipo M.41 bis.

## Historia operacional
Macchi entregó los 41 aparatos de modelo M.41 bis, que comenzaron a entrar en servicio hacia 1930. Operaron en dos escuadrillas del 88.° Gruppo Autonomo Caccia Marittima, y permanecieron en primera línea de servicio hasta que fueron reemplazados en 1938 por los cazas hidroaviones IMAM Ro.44.
La Italia fascista entregó algunos aparatos a la España franquista, llegando a participar en la Guerra Civil Española.

## Operadores

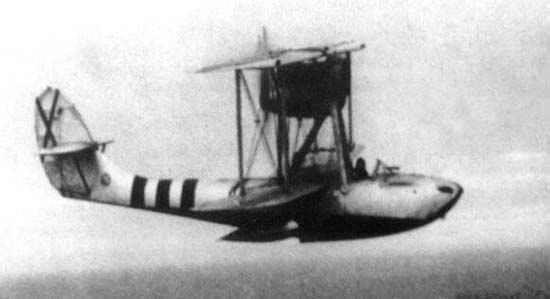
Uno de los Macchi M.41 que utilizó la Aviación Nacional.

Italia
- Regia Marina

 Estado español
- Aviación Nacional

## Especificaciones técnicas (M.41bis)
Referencia datos: The Complete Book of Fighters: An Illustrated Encyclopedia of Every Fighter Aircraft Built and Flown

### Características generales
- Tripulación: 1
- Longitud: 8,66 m
- Envergadura: 11,12 m
- Altura: 3,12 m
- Superficie alar: 31,90 m²
- Peso vacío: 1170 kg (2578,7 lb)
- Peso máximo al despegue: 1600 kg (3526,4 lb)
- Planta motriz: 1× Fiat A.20, V12 refrigerado por agua.
  - Potencia: 420 cv 313 kW 313 kW

### Rendimiento
- Velocidad máxima operativa (Vno): 262 km/h (163 MPH; 141 kt)
- Alcance: 700 km (378 nmi; 435 mi)
- Radio de acción: km
- Alcance en combate: km
- Alcance en ferry: km
- Techo de vuelo: 7500 m[5]

### Armamento
- Ametralladoras: 2× ametralladoras fijas Breda-SAFAT de 7,70 mm